# 一招半式闖江湖
《點止功夫咁簡單》（英語：Half a Loaf of Kung Fu），1980年7月1日在香港上映的动作片。

## 演员
- 成龙
- 龍君兒 飾演 方蕾
- 石天
- 田俊
- 午马
- 金正兰
- 金刚
- 李海龙
- 李文泰
- 苗天
- 马如龙 飾演 柳如龍
- 林照雄
- 江志平
- 李敏郎
- 余邦
- 何刚
- 武德山
- 金世玉
- 高强

## 花絮
该片是1980年上映的香港动作喜剧电影，讲述的故事发生在清朝，这也是成龙电影的成龙式幽默的开端。